# Ryszard Kocięba

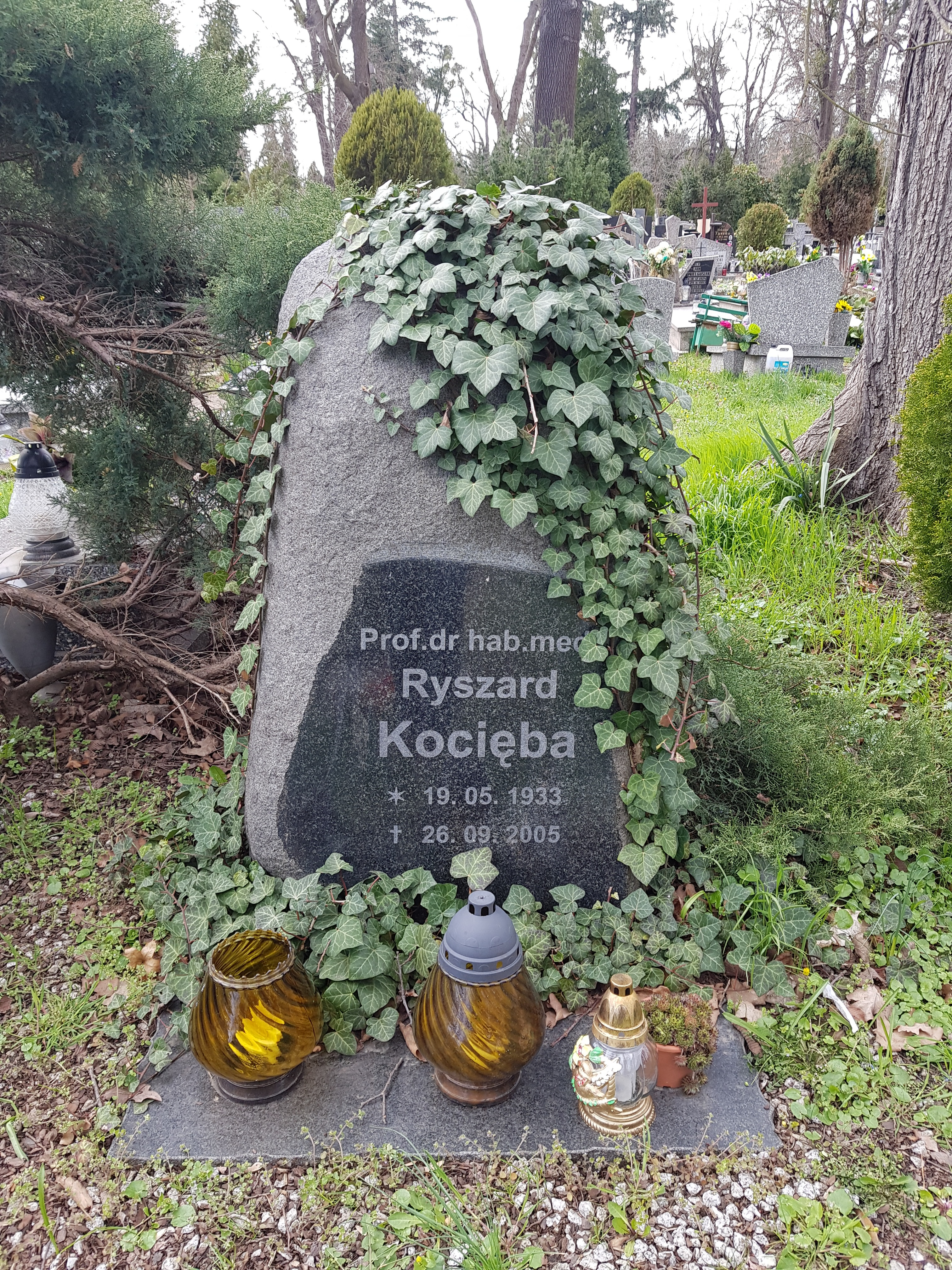
Grób prof. Ryszarda Kocięby na Cmentarzu Osobowickim we Wrocławiu

Ryszard Kocięba (ur. 19 maja 1933, zm. 26 września 2005) – chirurg i anestezjolog, twórca i dyrektor Instytutu Replantacji Kończyn w Trzebnicy (w 1971 jako ordynator oddziału chirurgicznego szpitala powiatowego w Trzebnicy przeprowadził w nim pierwszą w Europie udaną operację replantacji ręki), profesor chirurgii ogólnej.
Uczeń znanego wrocławskiego chirurga, prof. Wiktora Brossa. Żonaty z Lidią (zm. w 2000), również chirurgiem, współtwórczynią Instytutu Replantacji.
W utworzonym w 1972 Instytucie opracował liczne specjalistyczne techniki mikrochirurgiczne, doskonaląc metody operacji. M.in. wprowadził w latach 70. technikę przyszywania w miejsce utraconego kciuka – drugiego palca stopy; technikę tę stosował z powodzeniem także w przypadku utraty obydwu kciuków. W połowie lat 80., jako pierwszy w Polsce, odniósł sukces przy replantacji całej stopy. Już po śmierci prof. Kocięby, w 2006, lekarze ze stworzonego przez niego zespołu dokonali udanej transplantacji kończyny pobranej od zmarłego dawcy.
Ojczym wrocławskiego opozycjonisty z czasów PRL, później polityka, Pawła Kocięby-Żabskiego.
Działacz wrocławskiego Koła Łowieckiego "Knieja", członek założyciel klubu fajczarskiego Pipe Club Wrocław.
Odznaczony m.in. Krzyżem Komandorskim Orderu Odrodzenia Polski (w 1997).
Pochowany na  Cmentarzu Osobowickim we Wrocławiu.